# Oko za oko (album)
Oko za oko – jedenasty album studyjny zespołu Proletaryat wydany 13 kwietnia 2015 za pośrednictwem wytwórni MTJ.

## Lista utworów
Źródło
1. „Teraz albo nie” – 4:28
2. „Nie wyrażam zgody” – 4:43
3. „Oko za oko” – 4:17
4. „Inny ktoś” – 4:32
5. „Every Day, Every Day ” – 2:35
6. „Tyle słów” – 4:24
7. „Skazani ” – 4:00
8. „Jeden gram” – 5:43
9. „Tlen” – 4:52
10. „Labirynt” – 4:34

## Twórcy
Źródło
- Tomasz Olejnik – śpiew
- Wiktor Daraszkiewicz – gitara elektryczna
- Dariusz Kacprzak – gitara basowa
- Robert Hajduk – perkusja